# Park Oliwski
Park Oliwski im. Adama Mickiewicza – zabytkowy park w gdańskiej dzielnicy Oliwa, nad Potokiem Oliwskim. Powierzchnia parku wynosi 11,3 ha.

## Historia
Początkiem dzisiejszego parku był przyklasztorny ogród założony przez cystersów. Prawdopodobnie był położony po wschodniej stronie starej siedziby opatów z XV wieku, dalej do Zatoki Gdańskiej rozciągał się nadmorski las, który rozcinał Potok Oliwski. Po wzniesieniu przez opata Franciszka Zaleskiego pod koniec pierwszej połowy XVII wieku nowej siedziby opatów, ogród został poszerzony w kierunku południowo-zachodnim, stykając się ze starszym ogrodem klasztornym.

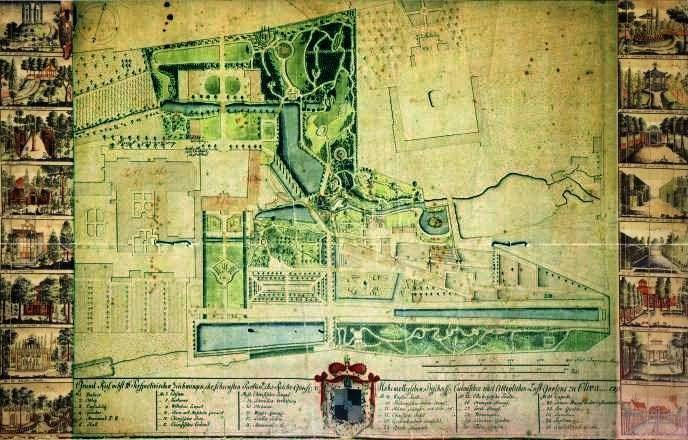
Plan parku z 1792

Nowego kształtu nabrał ogród z inicjatywy opata oliwskiego - Jacka Józefa Rybińskiego; jego wykonawcą został Kazimierz Dębiński z Kocka. Projekt był dziełem ogrodnika Hentschla, czerpiącego inspiracje z założeń ogrodowych André Le Nôtre. Powstała wtedy barokowa część parku, dziś nazywana częścią francuską. Przed frontem rezydencji opackiej (obecnie Oddział Sztuki Współczesnej Muzeum Narodowego w Gdańsku) utworzono parter kwiatowo-trawnikowy otwierający się w stronę dużego prostokątnego stawu usytuowanego prostopadle, wzdłuż osi wschodnio-zachodniej. Wzdłuż tej samej osi powstała Aleja Lipowa. Jej przedłużeniem na wschodnim końcu jest ujęty szpalerem drzew staw, który przez długie lata tworzył iluzję zwaną Drogą Do Wieczności, zaś w okresie pruskim Książęcym Widokiem na cześć opata Karola von Hohenzollern, który od 1795 r. był także księciem-biskupem warmińskim (optycznie staw łączył się z wodami odległej o kilka kilometrów Zatoki Gdańskiej. Obecnie morze zasłonięte jest przez drzewa). Powstały cieniste aleje zwane bindażami. Założenie przetrwało do dziś prawie w niezmienionym stanie.

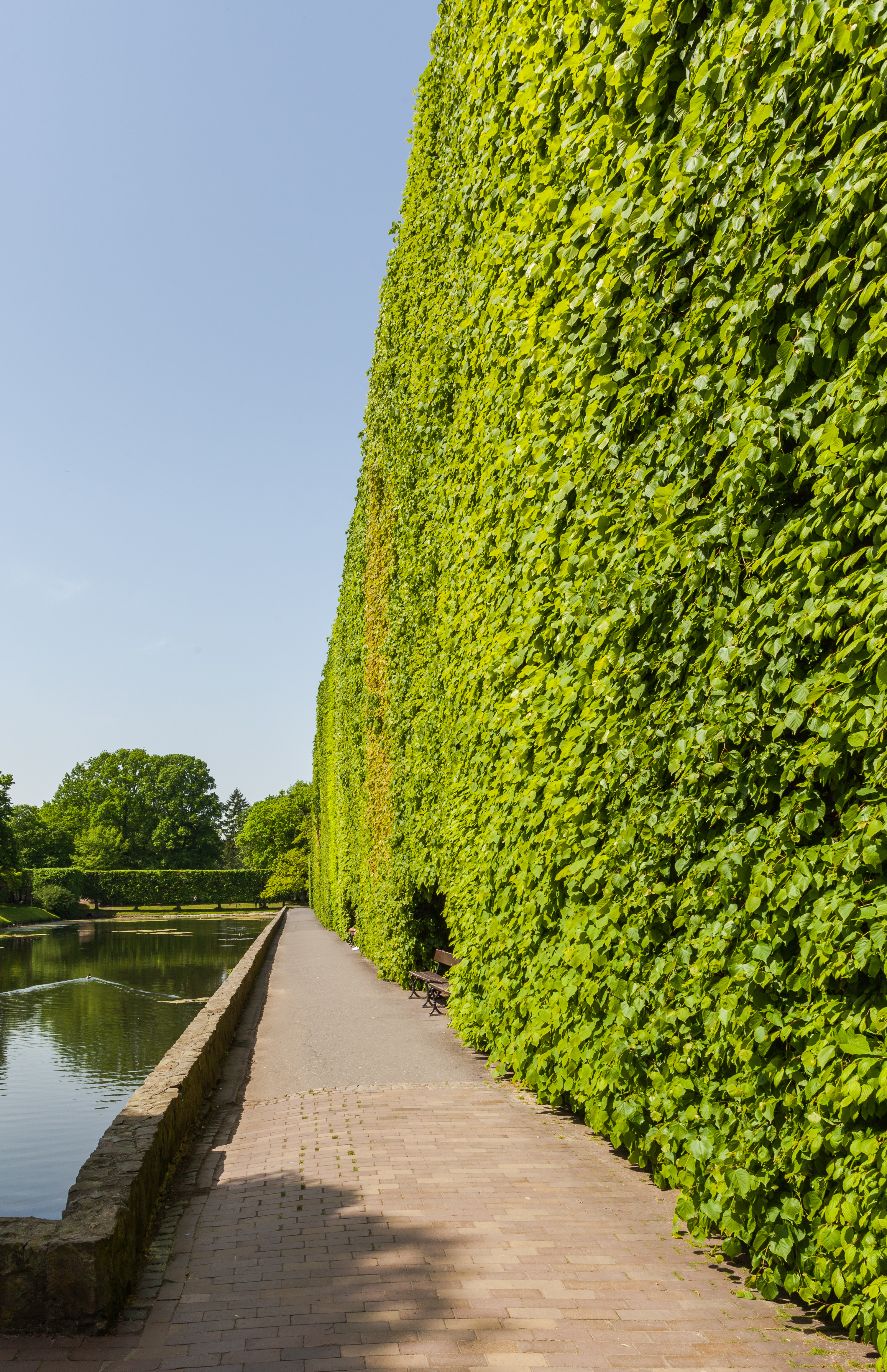
Alejka nad stawem

Równolegle do stawu i Alei Lipowej powstał kolejny parter ogrodowy - Paradisium z pomnikiem Mickiewicza. Przy jednej z alejek tej części parku znalazły się Groty Szeptów. 
W 1782, po śmierci opata Rybińskiego, król pruski zamianował opatem Karola Hohenzollern-Hechingen, który sprowadził do Oliwy Jana Jerzego Saltzmanna, syna nadwornego ogrodnika, twórcy królewskich ogrodów w Poczdamie. Saltzmann zgodnie z ówczesną modą starał się imitować naturę, opierając się na popularnych w tych czasach wyobrażeniach o chińskich ogrodach. W północnej części parku, dziś zwanej chińsko-angielską (lub angielską), stworzone zostały kręte ścieżki i zbiorniki wodne naśladujące dziką przyrodę oraz urządzenia parkowe (altany, pawilony, "świątynie", znane z zachowanego planu parku z 1792). W pobliżu palmiarni powstał Park Tahitański (Ottaheijdsche Partie) inspirowany wydaną w 1771 r. relacją z podróży Louisa de Bougainville. W tej części zbudowano także pawilon wzorowany na opisie chaty wodza z Tahiti. Z tym okresem funkcjonowania wiązany jest fragment muru ogrodzenia, odkryty w trakcie prowadzenia nadzoru archeologicznego w styczniu 2016. Zachowały się dwa sztuczne pagórki po północnej stronie parku i kaskada na Potoku Oliwskim (najprawdopodobniej powstała w miejscu, istniejącego tutaj do XVI wieku, dawnego młyna).
Na kształt oliwskiego parku mógł mieć pewien wpływ biskup Ignacy Krasicki, który był częstym gościem biskupa Hohenzollerna-Hechingena i opata Rybińskiego.
Po sekularyzacji klasztoru (1831) i śmierci ostatniego opata oliwskiego Józefa Hohenzollern-Hechingen (1836) park przeszedł na własność państwa pruskiego, a inspektorem parku (do 1881) został Gustaw Schöndorf. Pod jego zarządem park nabrał charakteru otwartego dla publiczności ogrodu dendrologiczno-krajobrazowego.

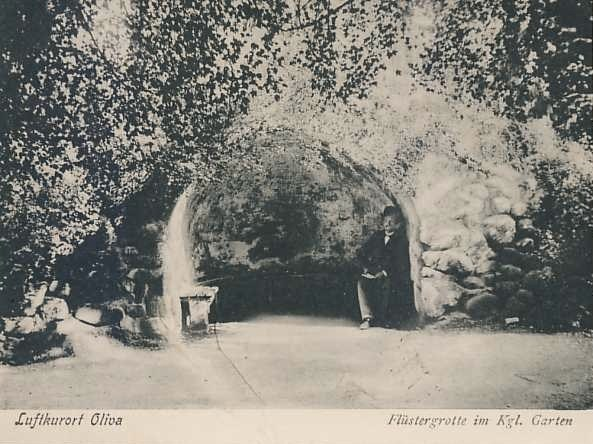
Groty Szeptów, ok. 1900

Kolejne zmiany w parku to dzieło inspektora Ericha Wocke, zarządzającego ogrodem w latach 1899-1929. W pobliżu starej oranżerii, w miejscu dawnego labiryntu, utworzył on około 1910 alpinarium i sprowadził do Oliwy szereg alpejskich roślin. Sama oranżeria została przebudowana w tym czasie w cieplarnię i niedużą palmiarnię, rozbudowywaną kilkukrotnie po II wojnie światowej. 
Popularność oliwskiego parku wzrosła, gdy w 1925 Oliwa stała się siedzibą biskupa gdańskiego, a pocysterski kościół został podniesiony do rangi katedry oraz gdy w 1927 w Pałacu Opatów otworzono placówkę muzealną Staatliche Landesmuseum für Danziger Geschichte. 

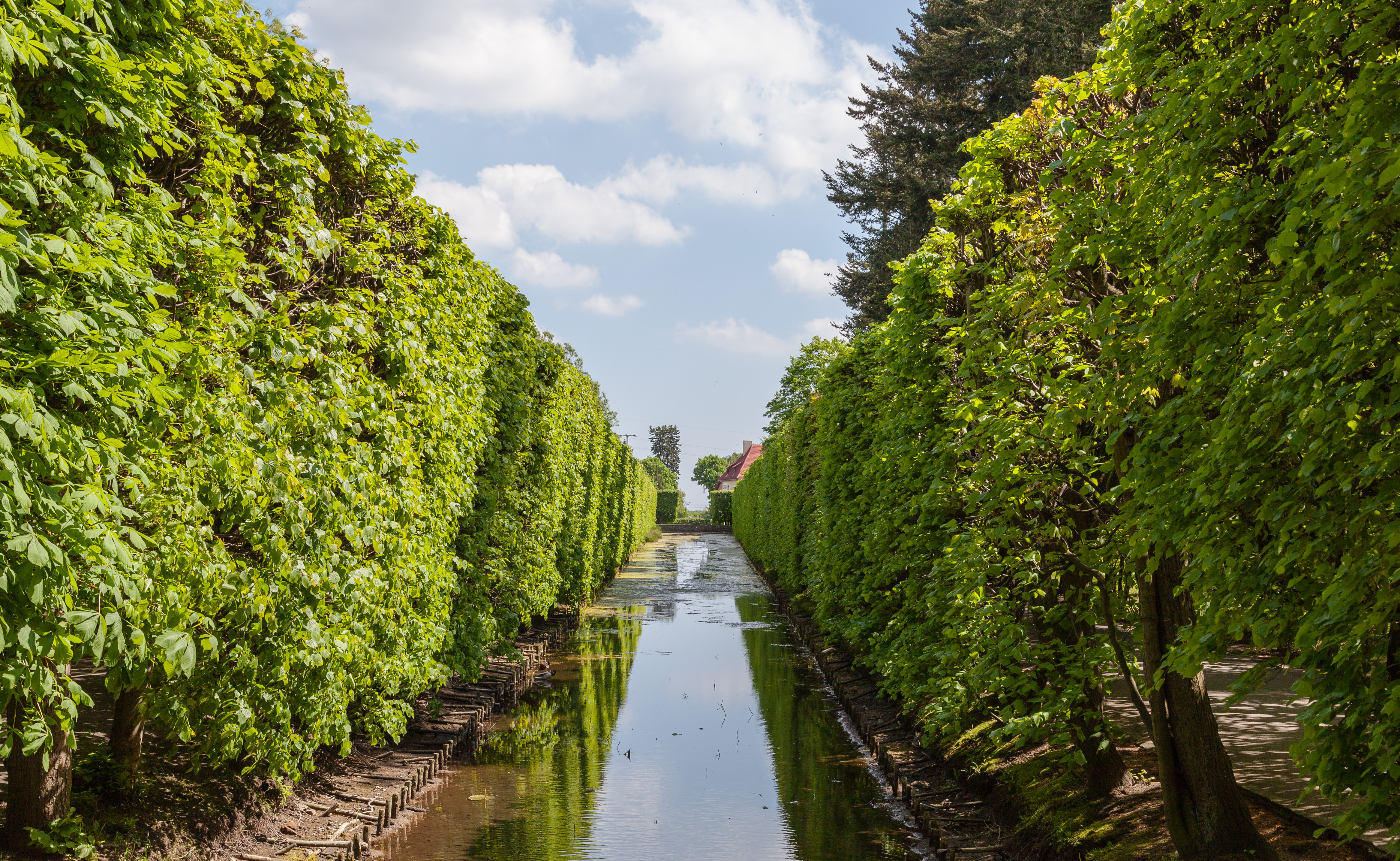
Oś widokowa Książęcy Widok

W 1945, pod koniec wojny park został w znacznym stopniu zdewastowany, ale został mu przywrócony niemal poprzedni stan. Został wpisany do rejestru ochrony zabytków przyrody województwa gdańskiego, a w 1971 do rejestru zabytków miasta Gdańska. 1 listopada 1946 powstała w parku Stacja Aklimatyzacji Roślin. W latach 1952–1956 założony został Ogród Botaniczny w Oliwie. Uchwałą Miejskiej Rady Narodowej z 16 listopada 1955 park w Oliwie otrzymał imię Adama Mickiewicza, a pomnik tego ostatniego miał w parku zostać ustawiony. Wiosną 1976 otwarto w parku Galerię Współczesnej Rzeźby Gdańskiej. Ekspozycja powstała z inicjatywy Muzeum Narodowego w Gdańsku i gdańskich rzeźbiarzy.
Najmłodszymi częściami parku są: położony na południowo-zachodnim krańcu fragment pomiędzy ul. Opata Jacka Rybińskiego a budynkiem Gdańskiego Seminarium Duchownego - dawny ogród użytkowy cysterskiego konwentu; oraz 2-hektarowy obszar dawnego folwarku Saltzmanna z XVIII-XIX wieku wokół dworu, przejętego w 2001 na biura przez firmę Doraco, obsadzony m.in. grabami pospolitymi i kasztanowcami czerwonymi Briotti, bukszpanem, lawendą wąskolistną i tawulcem pogiętym. Obszar ten udostępniono 22 maja 2015. 
Na obszarze parku znajduje się również Spichlerz Opacki (Oddział Etnografii Muzeum Narodowego w Gdańsku).
W maju 2016 rozpoczęła się przebudowa trzech kładek dla pieszych, która zakończyła się w lipcu tego samego roku.
We wrześniu 2017 rozpoczęła się budowa nowej rotundy Palmiarni.
W październiku 2021 poinformowano, że w listopadzie tego samego roku Palma znajdująca się w nowej rotundzie Palmiarni w Parku Oliwskim zostanie wycięta i zastąpiona innymi okazami roślin. Również w październiku tego samego roku Zarząd Dzielnicy Oliwa złożył zawiadomienie do prokuratury w sprawie obumarcia 180–letniego daktylowca w Parku Oliwskim; w listopadzie tego samego roku zawiadomienie w tej sprawie złożył również Pomorski Wojewódzki Konserwator Zabytków Igor Strzok. W grudniu 2021 daktylowca wycięto.
Podczas wichury w styczniu 2022 powalonych zostało w Parku kilkanaście drzew.
19 marca 2022 odbyło się uroczyste otwarcie Palmiarni, z udziałem między innymi Prezydent Gdańska Aleksandry Dulkiewicz.
W lipcu 2024 przewrócił się kasztanowiec biały rosnący przy alejce prowadzącej do Pałacu Opatów, drzewo miało najprawdopodobniej 170 lat.